# Парламент Немецкоязычного Сообщества Бельгии

Расположение германоязычного сообщества.

Парламент Немецкоязычного сообщества Бельгии (нем. Parlament der Deutschsprachigen Gemeinschaft) является законодательным органом немецкой общины Бельгии и расположен на востоке страны, в Валлонии в провинции Льеж.
Парламент состоит из 25 членов, избираемых непосредственно сроком на 5 лет. С 2016 г. председателем является Александр Мизен (Alexander Miesen) (PFF).Здание парламента находится в городе Эйпен.

## Историческая справка
В 1973 году, после первой реформы бельгийского государства (1968—1971), а также в связи с тем, что произошло на голландско и франкоязычной части территории, представительное учреждение создается для немецкоязычной части населения Бельгии. С 1973 по 1984 г., это учреждение получило название «Совет немецкого культурного сообщества», куда были проведены первые федеративные прямые выборы (10 марта 1974). Затем, после второй государственной реформы, закон от 31 декабря 1983 «институциональные реформы для немецкоязычного сообщества» наделил Совет немецкоязычного сообщества, как его тогда называли, статусом реального законодательного органа путём предоставления полномочий по принятию решений в вопросах, входящих в его юрисдикцию. Его нынешнее название Парламент Немецкоязычного Сообщества Бельгии в поправке Конституции Бельгии от 9 июля 2004.

## Задачи Парламента
Основные задачи Парламента:
- избрание и контроль правительства сообщества;
- издание указов (обязательных) для сообщества;
- ежегодное голосование по формированию бюджета сообщества;
- избрание своим составом сенатора сообщества, который будет заседать в Сенате Бельгии;
- голосование по экспертным заключениям федеральных и государственных законопроектов и законодательных актов, касающихся интересов сообщества;
- обеспечение форума для обсуждения важных политических вопросов, выходящих за пределы юрисдикции сообщества…

## Компетенция Парламента
Вопросы компетенции Парламента регламентированы статьёй 130 Конституции Бельгии:
- Вопросы культуры,
- Вопросы по делам семьи, здравоохранения и социальной политики,
- Вопросы обучения, за исключением нескольких районов, зарезервированных для федерального правительства,
- Вопросы международного сотрудничества, включая подписание договоров в данной сфере,
- Сотрудничество между общинами и регионами, а также международное сотрудничество, в том числе подписание договоров и соглашений о сотрудничестве,
- Вопросы использование языков в сфере образования.

В отличие от французского и фламандского сообщества, использование языков в административных вопросах, не входит в компетенцию сообщества. Так же сообщество не имеет права учреждать «конститутивную автономию» в Брюссельском столичном регионе ..
Кроме того, Парламент Немецкоязычного Сообщества Бельгии имеет определённые полномочия по защите регионов. Начиная с 1994 года, в соответствии со статьей 139 Конституции Бельгии, регион Валлония передала германоязычному сообществу следующие полномочия:
- Защита памятников и достопримечательных мест (1994),
- Политика занятости и право на археологические раскопки (2000),
- Управление и финансирование муниципальных германоязычных территорий (2005).

## Состав парламента
Парламент состоит из:
- 25 членов непосредственно избираемых всеобщим голосованием каждые 5 лет
- парламентариев, имеющих право совещательного голоса, германоязычных парламентариев из:
  - Европейского Парламента ;
  - Федерального Парламента ;
  - Парламента региона Валлония;
  - Совета провинции Льеж[2].

После выборов от 25 мая 2014 года, Парламент состоит в следующем порядке на парламентский срок 2014—2019 гг:
- CSP (социал-христиане) 24,87 % — 7 членов (+ 5 представителей с правом совещательного голоса)
- PFF-MR (либералы) 15,54 % — 4 члена (+ 3 представителя с правом совещательного голоса)
- SP (социал-демократы) 16,08 % — 4 члена (+2 представителя с правом совещательного голоса)
- ProDG 22,21 % — 6 членов
- ECOLO (Зелёные) 9,54 % — 2 члена (+ 1 представитель с правом совещательного голоса)
- VIVANT 10,62 % — 2 члена

Большинство состоит из Pff, SP и ProDG, имея14 мест из 25.

## Функционирование парламента
Акты, принятые Парламентом называют «указы». За исключением случаев предусмотренных Конституцией, когда проголосовали большинством депутатов. После этого они утверждаются и принимаются правительством Немецкоязычного Сообщества и публикуются в Официальном вестнике Бельгии на трех национальных языках (голландском, французском и немецком).
Прежде чем рассматриваться на пленарном заседании, рассматриваемые проекты или предложения выносятся на голосование в парламентские комитеты. Комитетами в Парламенте являются:
- Комитет I — политика, местная власть, петиции, финансы и сотрудничество,
- Комитет II — культура,
- Комитет III — просвещение и образование,
- Комитет IV — социальные вопросы, здравоохранение, занятость
- Комитет по контролю и аудиту избирательных расходов в немецкоязычном сообществе.